# Paraguay op de Olympische Zomerspelen 2024
Paraguay nam deel aan de Olympische Zomerspelen 2024 in Parijs, Frankrijk.

## Aantal Deelnemers
Hieronder volgt een overzicht van de atleten die zich reeds gekwalificeerd hebben voor de Olympische Zomerspelen van 2024.
| Sport     | Mannen | Vrouwen | Totaal |
| --------- | ------ | ------- | ------ |
| Atletiek  | 1      | 1       | 2      |
| Golf      | 1      | 0       | 1      |
| Judo      | 0      | 1       | 1      |
| Roeien    | 1      | 1       | 2      |
| Voetbal   | 18     | 0       | 18     |
| Volleybal | 0      | 2       | 2      |
| Zwemmen   | 1      | 1       | 2      |
| totaal    | 22     | 6       | 28     |

## Deelnemers en Resultaten

### Atletiek

#### Loopnummers
Mannen
| Atleet        | Onderdeel | Voorronde | Voorronde | Series | Series | Herkansingen | Herkansingen | Halve finale   | Halve finale   | Finale         | Finale         |
| Atleet        | Onderdeel | Tijd      | Rang      | Tijd   | Rang   | Tijd         | Rang         | Tijd           | Rang           | Tijd           | Rang           |
| ------------- | --------- | --------- | --------- | ------ | ------ | ------------ | ------------ | -------------- | -------------- | -------------- | -------------- |
| César Almirón | 200 m     | n.v.t.    | n.v.t.    | 20,87  | 6 Q    | DSQ          | DSQ          | Niet geplaatst | Niet geplaatst | Niet geplaatst | Niet geplaatst |

Vrouwen
| atleet        | onderdeel | voorronde | voorronde | series | series | herkansingen | herkansingen | halve finale   | halve finale   | finale         | finale         |
| atleet        | onderdeel | tijd      | rang      | tijd   | rang   | tijd         | rang         | tijd           | rang           | tijd           | rang           |
| ------------- | --------- | --------- | --------- | ------ | ------ | ------------ | ------------ | -------------- | -------------- | -------------- | -------------- |
| Xenia Hiebert | 100 m     | 11.77     | 3 Q       | 11.82  | 9      | n.v.t.       | n.v.t.       | niet geplaatst | niet geplaatst | niet geplaatst | niet geplaatst |

### Golf
| atleet           | onderdeel | eerste ronde | tweede ronde | derde ronde | vierde ronde | totaal | totaal | totaal |
| atleet           | onderdeel | score        | score        | score       | score        | score  | par    | rang   |
| ---------------- | --------- | ------------ | ------------ | ----------- | ------------ | ------ | ------ | ------ |
| Fabrizio Zanotti | mannen    | 70           | 69           | 71          | 71           | 281    | -3     | 33     |

### Judo
Vrouwen
| atleet           | onderdeel | eerste ronde         | tweede ronde         | kwartfinale            | halve finale         | herkansing            | finale / BM          | finale / BM |
| atleet           | onderdeel | tegenstander uitslag | tegenstander uitslag | tegenstander uitslag   | tegenstander uitslag | tegenstander uitslag  | tegenstander uitslag | rang        |
| ---------------- | --------- | -------------------- | -------------------- | ---------------------- | -------------------- | --------------------- | -------------------- | ----------- |
| Gabriela Narváez | −48 kg    | Aymard W 11 - 00     | Costa W 10 - 00      | Bavuudorjiin V 00 - 10 | niet geplaatst       | Abuzhakynova V 00 -10 | niet geplaatst       | 7           |

### Roeien
Mannen
| atleet         | onderdeel | series  | series | herkansingen | herkansingen | kwartfinale | kwartfinale | halve finale | halve finale | finale  | finale |
| atleet         | onderdeel | tijd    | rang   | tijd         | rang         | tijd        | rang        | tijd         | rang         | tijd    | rang   |
| -------------- | --------- | ------- | ------ | ------------ | ------------ | ----------- | ----------- | ------------ | ------------ | ------- | ------ |
| Javier Insfran | skiff     | 7:14.14 | 5 H    | 7:08.29      | 2 KF         | 7:31.50     | 6 HC/D      | 7:00.93      | 3 FC         | 6:50.48 | 17     |

Vrouwen
| atleet           | onderdeel | series  | series | herkansingen | herkansingen | kwartfinale | kwartfinale | halve finale | halve finale | finale  | finale |
| atleet           | onderdeel | tijd    | rang   | tijd         | rang         | tijd        | rang        | tijd         | rang         | tijd    | rang   |
| ---------------- | --------- | ------- | ------ | ------------ | ------------ | ----------- | ----------- | ------------ | ------------ | ------- | ------ |
| Alejandra Alonso | skiff     | 7:52.44 | 4 H    | 7:57.14      | 1 KF         | 7:47.40     | 4 HCD       | 7:56.50      | 4 FD         | 7:42.09 | 19     |

Legenda: FA=finale A (medailles); FB=finale B (geen medailles); FC=finale C (geen medailles); FD=finale D (geen medailles); FE=finale E (geen medailles); FF=finale F (geen medailles); HA/B=halve finale A/B; HC/D=halve finale C/D; HE/F=halve finale E/F; KF=kwartfinale; H=herkansing

### Voetbal
Mannen
| Atleten | Discipline | Resultaat | Prestatie |
| --- | ---------- | --------- | --------- |
| Fabián Balbuena Gustavo Caballero Alexis Cantero Ángel Cardozo Lucena Ronaldo De Jesús Julio Enciso Gatito Fernández Marcelo Fernández Gilberto Flores Rodrigo Frutos Diego Gómez Marcos Gómez Enso González Alan Núñez Kevin Parzajuk Marcelo Pérez Daniel Rivas Fernando Román Wilder Viera | mannen     |           | zie onder |

| Groep D |          |             |             |             |             |            |            |            |        |
| #       | Land     | Wedstrijden | Wedstrijden | Wedstrijden | Wedstrijden | Doelpunten | Doelpunten | Doelpunten | Punten |
| #       | Land     | G           | W           | G           | V           | V          | T          | Saldo      | Punten |
| 1       | Japan    | 3           | 3           | 0           | 0           | 7          | 0          | +7         | 9      |
| 2       | Paraguay | 3           | 2           | 0           | 1           | 5          | 7          | -2         | 6      |
| 3       | Mali     | 3           | 0           | 1           | 2           | 1          | 3          | -2         | 1      |
| 4       | Israël   | 3           | 0           | 1           | 2           | 3          | 6          | -3         | 1      |

| groepsfase   |                 |                |                |                        |                |                |                |
| 24 juli 2024 | 19:00           | Japan          | 5 - 0          | Paraguay               |                |                |                |
| 27 juli 2024 | 19:00           | Israël         | 2 - 4          | Paraguay               |                |                |                |
| 30 juli 2024 | 21:00           | Paraguay       | 1 - 0          | Mali                   |                |                |                |
|              |                 |                |                |                        |                |                |                |
| kwartfinale  | 2 augustus 2024 | 19:00          | Egypte         | 1 - 1 Penalties: 5 - 4 | Paraguay       |                |                |
|              |                 |                |                |                        |                |                |                |
| halve finale | niet geplaatst  | niet geplaatst | niet geplaatst | niet geplaatst         | niet geplaatst | niet geplaatst | niet geplaatst |
|              |                 |                |                |                        |                |                |                |
| finale       | niet geplaatst  | niet geplaatst | niet geplaatst | niet geplaatst         | niet geplaatst | niet geplaatst | niet geplaatst |

### Volleybal

#### Beachvolleybal
| atleten                            | onderdeel | eerste ronde                              | eerste ronde                         | eerste ronde                               | eerste ronde | tussenronde          | achtste finale       | kwartfinale          | halve finale         | finale / BM          | finale / BM    |
| atleten                            | onderdeel | tegenstander uitslag                      | tegenstander uitslag                 | tegenstander uitslag                       | stand        | tegenstander uitslag | tegenstander uitslag | tegenstander uitslag | tegenstander uitslag | tegenstander uitslag | rang           |
| ---------------------------------- | --------- | ----------------------------------------- | ------------------------------------ | ------------------------------------------ | ------------ | -------------------- | -------------------- | -------------------- | -------------------- | -------------------- | -------------- |
| Giuliana Poletti Michelle Valiente | vrouwen   | Humana-Paredes - Wilkerson V 16-21, 12-21 | Graudiņa - Kravčenoka V 19-21, 12-21 | Böbner - Vergé-Dépré V 21-23, 21-18, 12-15 | 4            | niet geplaatst       | niet geplaatst       | niet geplaatst       | niet geplaatst       | niet geplaatst       | niet geplaatst |

### Zwemmen
Mannen
| atleet        | onderdeel        | series  | series | halve finale   | halve finale   | finale         | finale         |
| atleet        | onderdeel        | tijd    | rang   | tijd           | rang           | tijd           | rang           |
| ------------- | ---------------- | ------- | ------ | -------------- | -------------- | -------------- | -------------- |
| Matheo Mateos | 200 m wisselslag | 2:03.45 | 20     | niet geplaatst | niet geplaatst | niet geplaatst | niet geplaatst |

Vrouwen
| atlete       | onderdeel         | series  | series | halve finale   | halve finale   | finale         | finale         |
| atlete       | onderdeel         | tijd    | rang   | tijd           | rang           | tijd           | rang           |
| ------------ | ----------------- | ------- | ------ | -------------- | -------------- | -------------- | -------------- |
| Luana Alonso | 100 m vlinderslag | 1:03.09 | 29     | niet geplaatst | niet geplaatst | niet geplaatst | niet geplaatst |